# Karaman
Karaman je mesto v južni osrednji Anatoliji severno od Taurusa in približno 100 km južno od Konye, Turčija. Je glavno mesto okraja v provinci Karaman. Leta 2019 je imel 165.000 prebivalvcev  Okraj ima površino 3.686 km2. Mesto stoji na nadmorski višini 1039 m. Glavna mestna zanimivost je Muzej Karamana.

## Etimologija
Mesto je dobilo ime po Karaman Begu, enem od vladarje Karamanidske dinastije. Njegovo prejšje ime Laranda izhaja iz luvijske besede Larawanda, ki pomeni peščen ali peščen prostor.

## Zgodovina
Starodavni Karaman se je imenoval Laranda grško Λάρανδα). V 6. stoletju pr. n. št. je prišel pod oblast Ahemenidov, ki so vladali do leta 322 pr. n. št., ko jih je odstavil Perdik, bivši general Aleksandra Velikega. Karaman je kasneje postal sedež izavrijskih piratov. V nekem trenutku je prišel pod oblast Antipatra Derbskega in nato pripadal Rimskemu in Bizantinskemu cesarstvu, dokler ga niso v zgodnjem 12. stoletju osvojili Seldžuki. Leta 1190 ga je na križarskem pohodu osvojil Friderik Barbarossa, zatem pa ga je od leta 1211 do 1216 okupiralo Armensko kraljestvo Kilikija. Leta 1256 ga je zasedel Karamanoğlu Mehmet Beg in ga sebi v čast preimenoval v Karaman. Od leta 1275 je bil prestolnica Karamanidskega bejluka.
Leta 1468 so Karamanide porazili  Osmani in leta 1483 preselili svojo prestolnico v Konyo. Od Karamana so ostale samo ruševine karamanidskega gradu in nekaj obzidja, dve mošeji in islamska verska šola (medresa). Izvrsten mihrab iz ene od mošej je zdaj razstavljen v paviljonu Çinili ob Arheološkem muzeju v Istanbulu. 
Karamani so bili kapadoški Turkomani, ki so se na strani Komnenov borili proti Osmanom, se pokristjanili in emigrirali na zahod. 
V Karamanu je bil sedež mestne katoliške naslovne škofije. V mestu je v poznih letih svojega življenja živel in bil ob mošeji pokopan pesnik Pesnik Yunus Emre (okolo 1238–1320). Leta 1222 je v mesto prišel sufijski pridigar Bahaeddin Veled z družino, emir Karamanoğlu pa je zanje zgradil medreso. Veledov sin je bil slavni Mevlana Jelaluddin Rumi, ki se medtem, ko je njegova družina živela v Karamanu, poročil z Gevher Hatun. V Karamanu je leta 1224 umrla Rumijeva mati. Pokopana je bila skupaj z drugimi družinskimi člani v mošeji Aktekke, znani tudi kot Mader-i Mevlana Cami. Mošejo je zgradil Alaeddin Ali Beg kot nadomestilo za prvotno medreso iz leta 1370.
Grški priimek Karamanlis in drugi priimki, ki se začenjajo s Karaman, izvirajo iz tega mesta. 

## Znani meščani
- Nestor iz Larande, epski pesnik in oče pesnika Peisandra[11]
- Peisander iz Larande, epski pesnik[11]

## Galerija
- Karamanska ulica
- Nefesi Sultanova medresa
- Vhod v mošejo Hac Beyler
- Vhod v mošejo Hac Beyler
- Vrata Ibrahim Begovega imareta
- Ibrahim Begova mošeja
- Mihrab Ibrahim Begove mošeje, zdaj v Çinili Köşku v Istanbulu
- Grajska mošeja z okolico
- Grajska mošeja
- Noranjost Ak Tekke
- Karamanski grad
- Notranjost gradu
- Keramična posoda v Karamanskem muzeju
- Vraza ikonostasa v Karamanskem muzeju
- Ogrlica v Karamanskem muzeju
- S školjkami okrašeni predmeti v Karamanskem muzeju

## Podnebje
Karaman ima hladno polsušno podnebje, v Köppnovi podnebni klasifikaciji označeno z Bsk, in kontinentalno podnebje po Trewarthovi podnebni klasifikaciji označeno z Dc. Mesto ima vroča in suha poletja in hladne snežne zime. Na splošno ima veliko sonca s skoraj 300 sončnimi dnevi letno. 
| Podnebni podatki za Karaman (1991–2020, ekstremi 1951–2020) | Podnebni podatki za Karaman (1991–2020, ekstremi 1951–2020) | Podnebni podatki za Karaman (1991–2020, ekstremi 1951–2020) | Podnebni podatki za Karaman (1991–2020, ekstremi 1951–2020) | Podnebni podatki za Karaman (1991–2020, ekstremi 1951–2020) | Podnebni podatki za Karaman (1991–2020, ekstremi 1951–2020) | Podnebni podatki za Karaman (1991–2020, ekstremi 1951–2020) | Podnebni podatki za Karaman (1991–2020, ekstremi 1951–2020) | Podnebni podatki za Karaman (1991–2020, ekstremi 1951–2020) | Podnebni podatki za Karaman (1991–2020, ekstremi 1951–2020) | Podnebni podatki za Karaman (1991–2020, ekstremi 1951–2020) | Podnebni podatki za Karaman (1991–2020, ekstremi 1951–2020) | Podnebni podatki za Karaman (1991–2020, ekstremi 1951–2020) | Podnebni podatki za Karaman (1991–2020, ekstremi 1951–2020) |
| Mesec                                                       | Jan                                                         | Feb                                                         | Mar                                                         | Apr                                                         | Maj                                                         | Jun                                                         | Jul                                                         | Avg                                                         | Sep                                                         | Okt                                                         | Nov                                                         | Dec                                                         | Letno                                                       |
| ----------------------------------------------------------- | ----------------------------------------------------------- | ----------------------------------------------------------- | ----------------------------------------------------------- | ----------------------------------------------------------- | ----------------------------------------------------------- | ----------------------------------------------------------- | ----------------------------------------------------------- | ----------------------------------------------------------- | ----------------------------------------------------------- | ----------------------------------------------------------- | ----------------------------------------------------------- | ----------------------------------------------------------- | ----------------------------------------------------------- |
| Rekordno visoka temperatura °C                              | 21.2                                                        | 22.3                                                        | 28.7                                                        | 32.3                                                        | 34.4                                                        | 37.5                                                        | 40.4                                                        | 40.4                                                        | 39.1                                                        | 33.2                                                        | 25.8                                                        | 22.3                                                        | 40.4                                                        |
| Povprečna visoka temperatura °C                             | 5.6                                                         | 7.5                                                         | 12.9                                                        | 18.3                                                        | 23.7                                                        | 28.3                                                        | 31.7                                                        | 31.7                                                        | 27.7                                                        | 21.3                                                        | 13.5                                                        | 7.5                                                         | 19.1                                                        |
| Povprečna dnevna temperatura °C                             | 0.7                                                         | 2.1                                                         | 6.7                                                         | 11.7                                                        | 16.6                                                        | 20.8                                                        | 24.0                                                        | 23.7                                                        | 19.5                                                        | 13.8                                                        | 6.8                                                         | 2.5                                                         | 12.4                                                        |
| Povprečna nizka temperatura °C                              | −3.4                                                        | −2.7                                                        | 0.9                                                         | 5.2                                                         | 9.5                                                         | 13.3                                                        | 16.0                                                        | 15.8                                                        | 11.3                                                        | 6.7                                                         | 1.0                                                         | −1.7                                                        | 6.0                                                         |
| Rekordno nizka temperatura °C                               | −26.8                                                       | −28.0                                                       | −20.2                                                       | −8.3                                                        | −3.1                                                        | 3.1                                                         | 6.4                                                         | 3.6                                                         | −1.0                                                        | −8.5                                                        | −21.2                                                       | −26.1                                                       | −28.0                                                       |
| Povprečna količina padavin mm                               | 41.8                                                        | 33.7                                                        | 33.6                                                        | 32.1                                                        | 34.0                                                        | 28.0                                                        | 6.7                                                         | 8.7                                                         | 9.2                                                         | 25.8                                                        | 32.9                                                        | 48.8                                                        | 335.3                                                       |
| Povp. št. dni s padavinami                                  | 10.07                                                       | 8.10                                                        | 9.23                                                        | 9.17                                                        | 9.70                                                        | 6.07                                                        | 1.50                                                        | 1.33                                                        | 2.23                                                        | 5.67                                                        | 6.50                                                        | 9.70                                                        | 79.3                                                        |
| Povp. št. sončnih ur                                        | 105.4                                                       | 130.0                                                       | 189.1                                                       | 234.0                                                       | 297.6                                                       | 342.0                                                       | 387.5                                                       | 356.5                                                       | 294.0                                                       | 229.4                                                       | 162.0                                                       | 99.2                                                        | 2.826,7                                                     |
| Povp. št. sončnih ur na dan                                 | 3.4                                                         | 4.6                                                         | 6.1                                                         | 7.8                                                         | 9.6                                                         | 11.4                                                        | 12.5                                                        | 11.5                                                        | 9.8                                                         | 7.4                                                         | 5.4                                                         | 3.2                                                         | 7.7                                                         |
| Vir: Turkish State Meteorological Service                   |                                                             |                                                             |                                                             |                                                             |                                                             |                                                             |                                                             |                                                             |                                                             |                                                             |                                                             |                                                             |                                                             |